# 雪鏡
「雪鏡」（ゆきかがみ）は、NHKの音楽番組『みんなのうた』で、2001年12月・2002年1月に放送された楽曲。作詞：流、作曲：春、編曲：村山達哉、歌：三角堂。

## 概要
三角堂のボーカルで、この曲を作曲した流は北海道音更町の出身で、北海道の過酷な冬を描いた曲を多数作っている。『雪鏡』もそうした曲の一曲である。